# Geumgok-dong, Suwon
Geumgok-dong (koreanska: 금곡동) är en stadsdel i staden Suwon i provinsen Gyeonggi i den nordvästra delen av Sydkorea, 30 km söder om huvudstaden Seoul. Den ligger i stadsdistriktet Gwonseon-gu.